# Fondo de Música Tradicional de la Institución Milá y Fontanals
El Fondo de Música Tradicional de la Institución Milá y Fontanals de Barcelona es una colección de patrimonio musical que contiene más de 20.000 melodías en papel recogidas por toda España entre 1944 y 1960, la mayoría de las cuales se recopiló a través de las 65 "Misiones folclóricas" y 62 cuadernos presentados a concursos organizados por el antiguo Instituto Español de Musicología del Consejo Superior de Investigaciones Científicas (CSIC), en los que participaron 47 recopiladores.

## Origen
Desde hace más de un siglo, el Consejo Superior de Investigaciones Científicas (CSIC) ha estado comprometido con la investigación musicológica. En el caso de la música tradicional, Eduardo Martínez Torner empezó a colaborar hacia 1910 con el filólogo Ramón Menéndez Pidal en la recopilación de las melodías de romances populares existentes en toda España. La información recogida ha sido de gran valor para el estudio de la evolución de estas músicas.
El Fondo de Música Tradicional tiene su origen, principalmente, en las misiones folclóricas organizadas por el Instituto Español de Musicología. Este instituto organizó campañas de recolección de materiales de música y danza tradicionales encargando a varios investigadores este proyecto que se desarrolló en la mayor parte de las regiones españolas. La metodología aplicada era similar a la experimentada en los años veinte del siglo XX en la Obra del Cancionero Popular de Cataluña. Los investigadores (o "misioneros") se guiaban en unas normas de 1944, basadas a su vez en normas utilizadas anteriormente en Cataluña y en el Reino Unido.
Así, entre 1944 y 1960 se recogieron en papel más de 20.000 melodías de canciones y danzas tradicionales, a través de las 65 Misiones folclóricas desarrolladas por toda la geografía española y de 62 trabajos presentados en "Concursos" organizados por la Sección de Folklore del Instituto Español de Musicología, y también se realizaron, en algún caso, grabaciones de piezas en cilindros de cera. Los encargados de llevar a cabo cada misión debían rellenar fichas con datos sobre los informantes de cada localidad. En Barcelona, los colaboradores del Instituto clasificaban y ordenaban las melodías recibidas, realizar de forma manuscrita miles de fichas analíticas. Todos estos materiales se conservan hoy en el Fondo de Música Tradicional de la Institución Milá y Fontanals (IMF) del CSIC en Barcelona.
La sistematización y análisis de este trabajo fue de una gran complejidad. Esto, lo demuestra los años transcurridos entre los trabajos de campo y la publicación de los materiales. Las piezas recogidas en Madrid, Cáceres y La Rioja en los años 40 y 50 del siglo XX fueron publicadas en los cinco volúmenes de la colección Cancionero Popular Español aparecidos entre 1951 y 1987.

## Objetivos y características
La intención y el interés, científico y social, de este fondo, radica en el hecho de poner al alcance de los investigadores y del público en general esta excepcional documentación de la memoria musical, la cual puede propiciar estudios especializados, al tiempo que facilita el acceso a una parte de nuestra memoria musical histórica. Este ha sido el objetivo del catálogo y del portal web: Fondo de Música Tradicional CSIC-IMF, que desde febrero de 2013 se puede consultar en acceso abierto. Este no es un proyecto cerrado. Con los trabajos científicos de catalogación, descripción y digitalización del Fondo, se van incorporando periódicamente nuevos materiales en la web.
Toda la información recopilada está integrada en una base de datos, especialmente diseñada para el proyecto, la cual permite efectuar múltiples búsquedas del repertorio (por incipits musicales, localidades, informantes, géneros, bibliografía relacionada, etc). A fecha de 30 de septiembre de 2014 se podía acceder, a través de la web del Fondo, los facsímiles y descripciones de 8.000 piezas, en fichas de 4.623 informantes transmisores y referencias de 3.729 localidades mencionadas de todas las regiones españolas.
El objetivo actual del Fondo de Música Tradicional CSIC-IMF es completar la catalogación, descripción y digitalización numerosas piezas aún inéditas, y añadir otros documentos relacionados. El proyecto tiene múltiples posibilidades educativas y de transferencia de investigación, permitiendo explorar posibles conexiones con otros fondos de música tradicional relacionados, en España y en otros países.

## Responsabilidades y proyectos similares
El equipo responsable de este proyecto y su difusión está formado por Emilio Ros-Fábregas, Ascensión Mazuela-Anguita, María Gembero-Ustárroz y Jan Koláček.
Otras iniciativas con características y proyectos relacionados son la conocida Fundación Joaquín Díaz, en Urueña (Valladolid) o el Romancero Pan-Hispánico de la Universidad de Washington.